# Internationale luchthaven Blaise Diagne
De internationale luchthaven Blaise Diagne (Frans: Aéroport international Blaise Diagne - AIBD) is de internationale luchthaven van Dakar, de hoofdstad van Senegal.
De luchthaven opende op 7 december 2017 als vervanging van de internationale luchthaven Léopold Sédar Senghor die naast verouderd ook te klein was geworden voor het toegenomen vliegverkeer. Aan de nieuwe luchthaven werd sinds 2007 gebouwd, ongeveer 45 kilometer landinwaarts vanaf Léopold Sédar Senghor, nabij de geplande stad Diamniadio.
De luchthaven werd vernoemd naar Blaise Diagne, de eerste zwart-Afrikaanse man die in 1914 werd verkozen voor het Franse parlement en werd ontworpen met een beoogde capaciteit voor 3 miljoen passagiers per jaar, twee keer zoveel als Léopold Sédar Senghor. Aanvankelijk werd verwacht dat de constructie 30 maanden zou duren; de verwachte opleverdatum verschoof van 2011, naar 2014, 2015 en 2016. Uiteindelijk werd de luchthaven in december 2017 geopend, waarna de oude luchthaven werd omgevormd tot een militaire vliegbasis.
De luchthaven zal in 2020 bereikbaar zijn vanuit Dakar via de Train Express Regional. 